# Bazilica Sfânta Maria din Cracovia
Bazilica Sf. Maria din Cracovia, cu hramul Ridicarea la cer a Maicii Domnului (în poloneză Kościół Wniebowzięcia Najświętszej Maryi Panny (Kościół Mariacki), este o biserică construită în secolul al XIII-lea în stil gotic din cărămidă și reconstruită în secolul al XIV-lea, adiacentă Pieței Centrale din Cracovia, Polonia. Are o înălțime de 80 m. Este renumită pentru altarul său din lemn sculptat de Veit Stoss (Wit Stwosz).
În fiecare oră pe la jumătatea orei, se cântă la trompetă un semnal numit Hejnal Mariacki din turnul cel mai înalt. Melodia se întrerupe brusc pentru a comemora trompetistul din secolul al XIII-lea, care în timp ce încerca să alarmeze orașul despre atacul mongol iminent, a fost ucis cu o săgeată trasă în gât.    
La amiază hejnał este transmis prin stația Radio 1 în Polonia în direct. 

Bazilica Sf. Maria, a servit de asemenea, ca un model arhitectural pentru multe dintre bisericile care au fost construite de către diaspora poloneză din străinătate, în special cei ca Sf. Mihail și Sf. Ioan Cantius în Chicago, proiectat în așa-numitul stil a catedralelor poloneze.
Biserica este familiară pentru mulți cititori vorbitori de limbă engleză datorită cărții din 1929 intitulată Trompetistul din Cracovia de Eric P. Kelly.

## Galerie
|          |
| Interior |

|                   |
| Amvon în interior |

|                                          |
| Retablul poliptic realizat de Veit Stoss |

|                                               |
| Hejnalista (trompetist) la Bazilica Sf. Maria |

|                  |
| Vedere de noapte |

|                              |
| Vedere de la str. Mikolajska |

|                      |
| Interiorul bazilicii |

|                   |
| Cruce în interior |